# Psaliodes aquila
Psaliodes aquila là một loài bướm đêm trong họ Geometridae.